# Heinrich von Mayr
Heinrich von Mayr (Norimberga, 1806 – Monaco di Baviera, 1871) è stato un pittore e incisore tedesco.

## Biofragia
Studiò alla scuola d'arte di Norimberga e a Monaco di Baviera. È noto come un pittore di genere e di soggetti storici, prevalentemente ambientati in Oriente. Uno dei suoi soggetti preferiti erano i cavalli.
Amico del re Massimiliano II di Baviera, nel 1838 lo accompagnò in un viaggio in Egitto e altri paesi del Medio Oriente, durante il quale nacque in lui un forte interesse per la cultura e l'architettura orientale. Al ritorno pubblicò una raccolta di immagini del viaggio: "Malerische Ansichten aus dem Orient gesammelt auf der Reise Sr. Hoheit des Herrn Herzogs Maximilian in Bayern nach Nubien, Aegypten, Palaestina, Syrien und Malta im Jahre
1838 und herausgegeben von Heinrich v. Mayr." (Monaco, 1839-1840).
Realizzò molte litografie per la rivista d'arte Genre Bilder Gesammelt auf der Orientalischer Reise.
Tra le sue opere più caratteristiche la rappresentazione in un unico dipinto di molti oggetti o animali tra loro correlati, spesso con disposizioni simmetriche.